# Келламяе (Ляене-Сааре)
Ке́лламяе (ест. Kellamäe küla) — село в Естонії, у волості Ляене-Сааре повіту Сааремаа.

## Населення
Чисельність населення на 31 грудня 2011 року становила 25 осіб.

## Географія
Дістатись села можна автошляхом 118 (Симера — Кярла — Удувере), повертаючи на південь від села Іразе.

## Історія
До 12 грудня 2014 року село входило до складу волості Каарма.